# Alloro (araldica)
In araldica l'alloro è ritenuto la figura vegetale più nobile: esso era infatti utilizzato per i serti con cui si incoronavano gli imperatori di Roma, i guerrieri vittoriosi, i poeti e i vincitori dei giochi olimpici.
L'alloro, detto anche lauro, era la pianta sacra ad Apollo che si fece una corona con i suoi rami, dopo aver trasformato proprio in una pianta di alloro Dafne, figlia del fiume Peneo, che lo fuggiva.
Serti di alloro completi delle bacche venivano imposti ai nuovi dottori in molte università e alcuni sostengono che da tale usanza derivi il termine baccalaureato.
Nell'araldica civica italiana l'alloro costituisce una delle due fronde che, poste in decusse, rinserrano lo scudo dal basso: quella di destra d'alloro e quella di sinistra di quercia.

Fronda d'alloro intrecciata con una di quercia (stemma di Porto Valtravaglia)
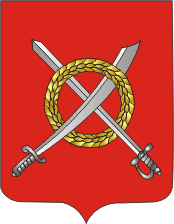
Corona d'alloro (Čavusy, Bielorussia)
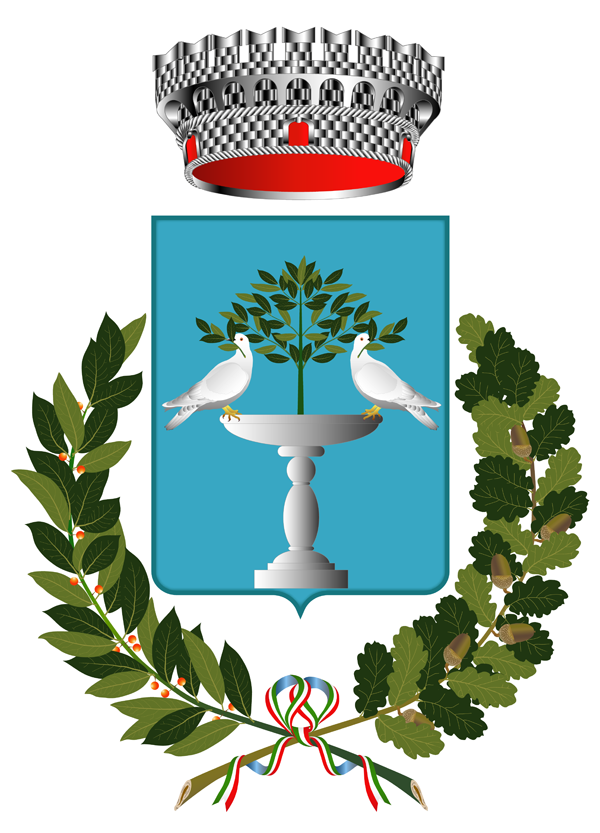
Pianta di lauro che nasce da una fontana (Loreto Aprutino)
Albero di lauro (Volvera)
Corona di alloro (Arquà Petrarca)
Corona di alloro (Lauriano)
Testa di Virgilio cinta da una corona di alloro (Mantova)
Corona d'alloro